# Jegor Dmitrijewitsch Golenkow
Jegor Dmitrijewitsch Golenkow (russisch Егор Дмитриевич Голенков; * 7. Juli 1999 in Samara) ist ein russischer Fußballspieler.

## Karriere

### Verein
Golenkow wechselte zur Saison 2015/16 aus der Akademija Konoplew in die Jugend von Krylja Sowetow Samara. Im Oktober 2016 stand er gegen Arsenal Tula erstmals im Profikader von Krylja Sowetow. Sein Debüt für die Profis in der Premjer-Liga gab er im selben Monat gegen den FK Orenburg. Dies blieb sein einziger Saisoneinsatz, mit dem Klub stieg er zu Saisonende aus der Premjer-Liga ab. Zur Saison 2017/18 wurde er nach Portugal in die Jugend der União Leiria verliehen. Zur Saison 2018/19 kehrte er wieder nach Samara zurück, wo er fortan wieder für die U-19 spielte. Zur Saison 2019/20 rückte er wieder in die Profikader des inzwischen erneut erstklassigen Vereins. In der Saison 2019/20 kam er zu neun Erstligaeinsätzen, mit Samara stieg er zu Saisonende allerdings abermals aus der Premjer-Liga ab.
In der Saison 2020/21 kam der Stürmer daraufhin zu 36 Einsätzen in der Perwenstwo FNL, in denen er 14 Tore erzielte, womit er der zweitbeste Torschütze seiner Mannschaft und ligaübergreifend der fünftbeste Torschütze war. Mit Samara stieg er als Zweitligameister wieder in die Premjer-Liga auf. Im August 2021 verließ er den Verein schließlich nach sechs Jahren und wechselte nach Tschechien zum SK Sigma Olmütz. Für Sigma sollte er allerdings nie zum Einsatz kommen. Daraufhin kehrte Golenkow im Februar 2022 nach Russland zurück und schloss sich dem FK Rostow an.

### Nationalmannschaft
Golenkow spielte im Oktober 2018 einmal für die russische U-20-Auswahl.